# Onze-Lieve-Vrouw Onbevlekt Ontvangenkerk (Erica)
De Onze Lieve Vrouw Onbevlekt Ontvangenkerk is een Katholieke kerk in het dorp Erica in de Nederlandse provincie Drenthe. Het gebouw, in traditionalistische stijl, is ontworpen door Clemens Hardeman. De huidige kerk verving een voorganger uit 1866.